# Steve Cruz
Steve Cruz (San Francisco, California, 11 de abril de 1972) es un actor y director de cine norteamericano y de revistas pornográficas dirigidas a la comunidad gay. Actualmente Cruz es exclusivo del estudio Raging Stallion.
En una entrevista concedida al sitio Chicago Pride el 11 de mayo de 2008, dice que fue investigado varias veces antes de entrar en la industria del cine porno. Recién en el verano de 2007 recibió una propuesta irrefutable de Chris Ward, propuesta que incluía actuar en una película gay con Jake Deckard.
En 2008 ganó el premio a la Mejor Escena de Grupo de GayVN en la película "Link 5: The Evolution". En este mismo premio ganó el premio Grabby a la Mejor Revelación", además de ser declarado el Hombre del año en Raging Stallion.
Cruz es abiertamente gay, según dice él, su primera relación sexual tuvo lugar con otro hombre.

## Videografía
- Fricción fuerte: HF 2 (2010)
- Cuentos de las mil y una noches (2010)
- Más caliente que el infierno: Parte 1 (2008)
- Jock Itch 2: Balls to the Wall
- El cuarto piso (2008)
- Salvaje (2008)
- Grunts: Los nuevos reclutas (2007)
- Grunts: Brothers in Arms (2007)
- Grunts: Mala conducta (2007)
- Tormenta de tinta (2007)
- Comunión (2007)
- Espejismo (2007)
- Límites (2007)
- Grasa Monkey Bears (2007)
- Puesto de mando (2007)
- H2O (2007)
- Hot House Backroom, Volumen 3 (2007)
- Hot House Backroom, Volumen 4 (2007)
- Enlace: La evolución (2007)
- De vacaciones (2007)
- Señores de la jungla (2006)

## Dirección
- Adrenalina (videos de Mustang)
- Más caliente que el infierno, Parte 1 (Raging Stallion Studios)
- Más caliente que el infierno, Parte 2 (Raging Stallion Studios)
- Película azul (Falcon)
- Luz roja (Halcón)[4]